# Менуа (цар)

Урарту під час правління Менуа

Менуа (Міну) — один з царів держави Урарту. Період правління 810-786 до н. е. У період правління Менуа Урарту стає наймогутнішою державою Передньої Азії.

## Політична обстановка
Урарту, що протягом кількох століть майже безперервно воювала з Асирією, вперше з моменту свого утворення змогла протистояти Ассирії на рівних лише за батька Менуа — Ішпуіні. При Менуа відносини з Асирією, можливо, взагалі мали мирний характер — у всякому разі, не збереглося даних про воєнні походи Менуа проти Ассирії або про військові походи Ассирії проти Урарту в цей період. Час правління Менуа припав на період правління ассирійської цариці Семіраміди (Шамірам 805—783 рр.. до н. е. .), що, можливо, сприяло встановленню миру.
Мир або нейтралітет із Асирією дозволили Менуа зосередитися на військових походах на інших напрямках і на будівництві всередині своєї країни.

## Військові походи
Менуа здійснив ряд походів, що розширили кордон Урарту: на північ за річку Аракс і на захід в країну Хатті, тобто за рахунок хетських князівств, що залишилися після розпаду хетської держави, а також на південний схід в країну Мана, що лежить поблизу озера Урмія. В результаті цих дій кордони Урарту на заході дійшли до верхньої течії Ефрату, а на півночі урарти перейшли Аракс, увійшли на територію сучасної Вірменії і зайняли родючу долину Арарату. Як опорний пункт для наступних походів Менуа побудував фортецю Менуахінілі на північному схилі гори Арарат. Країна Мана, прикордонна з Асирією, можливо, увійшла в урартську зону впливу.
Описання успішних військових походів Менуа витесувались клинописними письменами на камінні і глиняних табличках. Один з таких каменів, що залишився від зруйнованої урартської фортеці був використаний як фундамент при будівництві в V столітті н. е.. вірменської церкви в районі озера Ван. Наприкінці XIX століття текст напису був виданий в Європі, а у 50-ті роки XX століття переведений і прочитаний:

Бог Халді виступив в похід зі своєю зброєю, переміг він … зброя бога Халді — могутня. Могутністю бога Халді виступив в похід Менуа, син Ішпуіні. Передував йому бог Халді. Менуа говорить: Я спалив країну …, країну Бабанахі, …
У тому ж році місто Калібіліані, місто Арпуіані, країни Усусуані, місто Хулмеруні, Тушурехі, … з того боку країни Мармані; місто Еруні, … місто Кірпунуні, країну Улібані я завоював і віддав вогню. Країну Діргу, місто Ішала … я завоював, країну я спалив; дійшов я до … міста Кумену, до Асирії …?? 55 осіб за цей рік — одних я позабивав, інших же живими забрав; чоловіків із них віддав я воїнам.

Бог Халді став офіційним урартським головним богом, мабуть, тільки при батьку Менуа, Ішпуіні. Це сталося після того, як Ішпуіні захопив релігійний центр Мусасір, де був розташований головний храм бога Халді. Текст, типовий для часу правління Менуа пов'язує силу бога Халді із силою урартскої зброї, за зразком аналогічних асирійських текстів, де згадувався бог Ашур. Менуа, очевидно, таким чином зміцнював значення Халді. Сам похід було зроблено на південний захід в невеликі територіальні утворення, що були буферними із Ассирією.

## Будівництво
Відсутність виснажливого протистояння з Асирією дозволило Менуа зосередитися на будівництві всередині країни. Крім фортець в районі озера Ван, що додатково укріплювали столицю Урарту, Тушпу Менуа заснував кілька поселень і побудував безліч зрошувальних каналів. Землеробство у багатьох частинах Вірменського нагір'я, де розташовувалася Урарту можливе лише при інтенсивному зрошуванні. Будівництво Менуа різко інтенсифікувало сільськогосподарський потенціал центральної частини країни. Особливо виділявся в цьому плані канал, що забезпечував прісною водою місто Тушпу. (Вода в озері Ван — солона, і не придатна для пиття і зрошення). Загальна протяжність цього каналу 70 км, через річку Хошаб води каналу переводилися по спеціальному мосту, а в низинних місцях по кам'яній кладці висотою до 15 метрів. Вчені вважають, що інженерні характеристики цього каналу не поступаються сучасним гідравлічним спорудам. Канал Менуа безперебійно функціонує впродовж 2500 років з урартського періоду і дотепер . Як і раніше постачаючи прісною водою райони міста Ван. Подача води в каналі залежить від пори року і становить від 2 до 5 кубометрів води в секунду. Єдині ремонтні роботи в сучасний період були проведені в 1950 році, коли частина стін каналу була укріплена залізобетонними конструкціями.
|  | Переклад напису на одному з каменів:Могутністю бога Халді Менуа, син Ішпуіні, цей канал проклав. «Канал Менуа» - ім'я його. Величчю бога Халді Менуа, цар могутній, цар великий, цар країни Біаінілі, правитель Тушпи-міста. Менуа говорить: Хто цей напис знищить, хто його розіб'є, хто кого - небудь змусить здійснити ці справи, хто інший скаже: "Я цей канал провів" , нехай знищать боги Халді, Тейшеба, Шівіні, всі його боги під сонцем . |

Деякі інші з каналів Менуа збереглися до наших днів і також продовжують використовуватися за призначенням.

### Легенда про Семіраміду
Середньовічний вірменський історик Мойсей Хоренський, приводить легенду про особисту участь ассирійської цариці Семіраміди (Шамірам) у будівництві різних будівель у Тушпі і каналу Менуа . Більш того, археологи XIX століття записали аналогічні перекази у мешканців сучасного міста Ван, розташованого на місці Тушпи про будівництво «каналу Шамірам».
Історики вважають, що легенда виникла у зв'язку з тим, що Семіраміда правила одночасно із Менуа, і її велика популярність згодом перетворила «канал Менуа» в «канал часів Шамірам», а потім просто в «канал Шамірам», хоча справжнім будівельником каналу був Менуа. З іншого боку, малоймовірно, але можливо, що відносини Урарту та Ассирії цього періоду були настільки тісними, що Семіраміда дійсно брала певну участь в будівництві.

## Наслідки правління Менуа для Ассирії
Розширення меж Урарту за часів правління Менуа ускладнило політичну обстановку для Ассирії. Ассирія не мала власних залізних рудників, а також гарних умов для конярства, тому регулярно купувала або відбирала залізо і коней у Урарту або в Малій Азії. Успіх у боротьбі з хетами призвів до розширення кордонів Урарту до верхнього течії Ефрату, і, таким чином, Урарту перекрила головний водний шлях в Малу Азію, монополізувавши шляхи постачання стратегічних військових товарів в Ассирію. Постачання ассирійської армії потрапило в залежність від Урарту. Завдяки цій обставині, до початку правління сина Менуа Аргішті I, Урарту була найсильнішою державою Передньої Азії.